# Ouled Mimoun
Ouled Mimoun (Lamoricière en l'època de colonització francesa) és una comuna de la wilaya de Tlemcen, a Algèria. L'antiga ciutat romana d'Altava és al seu territori.

## Geografia

### Situació
El territori de la comuna d'Ouled Mimoun es troba al nord-est de la wilaya de Tlemcen. La capital és, si fa no fa, a 21 km en línia recta a l'est de Tlemcen.

### Pobles del municipi
El 1984, la comuna d'Ouled Mimoun es va formar en ajuntar aquests pobles: Ouled Mimoun Centre, Sidi Zouaoui, Sidi Soufi, Tahmoumine i Kheneg.

## Història

### Antiguitat
Altava és un nom amazic romanitzat. Del segle III ençà, quan es creà la nova línia de protecció, la línia de nova praetentura, més al sud, els Severs fundaren campaments equidistants al llarg d'aquesta línia: Numerus Syrorom, Pomaria Altava, etc. El campament d'Altava es va erigir a la riba dreta de l'Isser, l'Isari dels romans, en un altiplà travessat per Oued Khalfoun a l'est.

### Edat mitjana
Entre l'inici dels anys 550 i 578, la ciutat és la capital del Regne de Garmul.

### Període de colonització francesa
El 1869, durant la colonització francesa, aquests canviaren el nom de la ciutat a Lamoricière en honor d'un general francés; i va passar a formar part del departament d'Oran. El 1958, la comuna l'adjudicaren al departament de Tlemcen. Després de la independència, es reanomenà Ouled Mimoun.

## Demografia
Segons el cens general de població i habitatge del 2008, la població de la comuna d'Ouled Mimoun es calcula en 26.389 habitants en comparança amb els 10.766 del 1977:
| 1977   | 1987   | 1998   | 2008   |
| ------ | ------ | ------ | ------ |
| 10.766 | 18.030 | 24.368 | 26.389 |